# Манацонс (Порденоне)
Манацонс је насеље у Италији у округу Порденоне, региону Фурланија-Јулијска крајина.
Према процени из 2011. у насељу је живело 81 становника. Насеље се налази на надморској висини од 247 м.